# Fernando Santullo
Fernando Andrés Santullo Barrio (Montevideo, 31 de enero de 1968) es un cantante y músico uruguayo conocido por ser parte del grupo El Peyote Asesino, por ser colaborador del grupo Bajofondo y por su carrera como solista bajo el nombre de Santullo.

## Biografía
A los ocho años se exilia con su familia en México, donde vivió hasta 1985. En ese año regresa a Uruguay y estudia Sociología en la Universidad de la República.
En 1990 vuelve a México DF, desde donde viaja a Nueva York, regresando a Uruguay en 1992. Poco después de ese retorno y ya trabajando como periodista cultural, da sus primeros pasos en la música, formando la banda El Peyote Asesino.
Peyote Asesino lleva editados tres discos, el primero y homónimo en 1995, editado por el sello Orfeo; Terraja, de 1998, editado por Universal Music Group con la producción de Gustavo Santaolalla y Serial de 2021 editado por el sello Bizarro y producido por Juan Campodónico. Tras la separación de Peyote en 1999, Santullo formó Kato, con quienes se trasladó a Barcelona a finales de 2001, editando su único disco en 2003, a través del sello Bizarro.
En 2005 retomó contacto artístico con Juan Campodónico y comenzaron a trabajar en las canciones que aparecen en el disco Mar Dulce de Bajofondo: "Ya no duele", interpretada por él; y "El mareo", nominada al Grammy Latino 2008 a la Mejor Canción Alternativa y que es cantada por Gustavo Cerati.
Entre 2006 y 2008 trabajó junto a Campodónico y Sebastián Peralta, en las canciones que de su disco Bajofondo presenta Santullo. Grabado por los miembros de Bajofondo y músicos invitados, el debut solista de Fernando Santullo fue producido por Juan Campodónico y Gustavo Santaolalla y editado en agosto de 2009 por Surco/Universal Argentina.
En junio de 2010, su disco Bajofondo Presenta Santullo ganó el Premio Iris al Mejor Disco del Año 2009 y el Premio Graffiti al Mejor Disco de Música Electrónica 2009.
En agosto de 2012, Fernando editó un disco en directo, Vol. 2 Canciones del futuro reciente, con temas de su proyecto solista y de sus anteriores grupos. El álbum, editado por el sello Bizarro en Uruguay, fue grabado en La Trastienda de Montevideo en marzo de 2012.
Santullo se ha presentado en directo con regularidad en Uruguay y Argentina, compartiendo escenario con artistas como Faith No More, The Black Keys, Babasónicos, Rubén Rada y Jorge Galemire, entre otros. Fernando es autor de dos temas del disco solista de Juan Campodónico y del nuevo sencillo de Bajofondo, "Lluvia", que aparece en el álbum Presente. 
En octubre de 2014 Santullo editó con el sello Bizarro su nuevo disco de estudio El mar sin miedo, producido por Guillermo Berta (productor de Alberto Wolf y Franny Glass entre otros). El primer corte es el tema "No hay vuelta", en donde participan Pablo "Pinocho" Routin en vocales y Juan Campodónico en guitarra. Otros invitados del disco son Emiliano Brancciari, Fran Nasser y Denis Ramos de No Te Va Gustar, Alejandro Piccone de La Vela Puerca, Carlos Casacuberta, Andrés Torrón y Sebastián Cobas.

## Vida privada
Está en pareja con la actriz Noelia Campo.

## Discografía

### ConEl Peyote Asesino
- 1995, El Peyote Asesino
- 1998, Terraja
- 2021, Serial

### Con Kato
- 2003, Kato

### Con Bajofondo
- 2007, Mar Dulce
- 2013, Presente

### Como solista
- 2009, Bajofondo Presenta Santullo
- 2012, Volumen 2 - Canciones del futuro reciente
- 2014, El Mar Sin Miedo